# Бой-Булок
Бой-Булок (рос. Бой-Булок) — печера в Узбекистані, карстова шахта у вапняках на гірському хребті Байсунтау, південні відроги Гісарського хребта гірської системи Паміро-Алаю. Печера комплексного (горизонтально-вертикального) типу простягання. Загальна протяжність — 6500 м. Глибина печери становить 870 м. Категорія складності проходження ходів печери — 4Б.
Карстова шахта у вапняках хребта Байсунтау (південний відрог Гісарського хребта) в Узбекистані. Це - найглибша печера азійського континенту (1415 м), знаходиться у Сурхандар'їнській області, в 60 км від районного центру Байсун. Вхід до печери розташований в пригребеневій частині хребта Байсунтау. Глибина печери складає 1415 м, протяжність — 14270 м. Нахилена по падінню пластів, ускладнена дрібними колодязями (глибиною не більше 20 м). Закінчується сифоном.
Місцеві жителі давно виявили вхід в печеру, оскільки цілий рік звідси витікає невеликий струмочок, але ніхто довго не наважувався зайти туди, особливо після того, як у печері пропав місцевий учитель Мустафа. Лише за 20 років його останки було піднято на поверхню спелеологами.
Тільки у 1995 році на глибині 1415 м була досягнута нижча точка печери. Далі шлях перегородив непрохідний сифон. Ця печера абсолютно незвичайна: в ній всього три колодязі глибиною 20-30 м, але нескінченна кількість уступів заввишки до 8 м, і один суцільний вузький меандр (звивиста тріщина, шириною від 0,5 до 2 м), по дну якого тече струмок.
Після того, як дно печери було досягнуте, почалися дослідження бічних ходів. У стіні основного входу на 3-метровій висоті було виявлено ще одну галерею. Вона вела до нової, більш молодої частини печери, великої за розмірами і глибиною внутрішніх шахт. Але і ця багатообіцяюча частина печери закінчилася потужним завалом у величезному залі на глибині 680 м. Дослідження тривають досі, адже потенційна амплітуда печери (відстань між її верхньою і нижньою точками) за рахунок висхідних ходів може збільшитися ще на кілометр, а це дасть досі небачену у світі амплітуду печери - понад 2,5 км.